# Jean-Pierre Vernant
Jean-Pierre Vernant (ur. 4 stycznia 1914 w Provins, zm. 9 stycznia 2007 w Sèvres) – francuski historyk i antropolog, specjalista problematyki związanej ze Starożytną Grecją oraz z jej mitami. 

## Życiorys
Był profesorem w Collège de France, i jednym z bohaterów francuskiego ruchu oporu. W swojej pracy naukowej łączył antropologię historyczną oraz dyscyplinę, którą sam określił jako psychologię historyczną. Do jego głównych zainteresowań należały: greckie instytucje społeczne, struktury pamięci i wyobrażenia o czasie i przestrzeni, tragedia attycka, filozofia, geometria, astronomia, sztuka, polityka i religia, a także mitologia grecka. 

## Wybrane publikacje
- L'individu, la mort, l'amour : soi-même et l'autre en Grèce ancienne, Paris : Gallimard, 1999.
- Mythe et pensée chez les Grecs : études de psychologie historique, Paris : Éditions La Découverte, 1988.
- La Grèce ancienne. 1, Du mythe à la raison (& Pierre Vidal-Naquet), Paris : Éditions du Seuil, 1990.
- La Grèce ancienne. 2, L'espace et le temps, (& Pierre Vidal-Naquet), Paris : Éditions du Seuil, 1991.
- La Grèce ancienne. 3, Rites de passage et transgressions, (& Pierre Vidal-Naquet, Paris : Éditions du Seuil, 1992.

## Publikacje w języku polskim
- Mity greckie czyli Świat, bogowie, ludzie (L’univers, les dieux, les hommes. Récits grecs des origines, 1999), przeł. Justyna Łukaszewicz, Wrocław: Zakład Narodowy im. Ossolińskich - Wydaw. 2002.
- Źródła myśli greckiej (Les origines de la pensée grecque, 1962), z przedmowa do nowego wyd. i posł. aut., przeł. Jerzego Szackiego, przedmowa do nowego wyd. i posł. przeł. Leszek Brogowski, Gdańsk: Słowo/Obraz Terytoria 1996.
- Mit i religia w Grecji starożytnej (Mythe et religion en Grèce ancienne, 1990); przeł. Krzysztof Środa, Warszawa: Aletheia 1998.
- Człowiek Grecji (L’homme grec, 1993), pod red. Jeana-Pierre'a Vernanta ; z wł. przeł. Paweł Bravo, Łukasz Niesiołowski-Spanò, Warszawa: Świat Książki 2000.